# Bischofstetten
Bischofstetten è un comune austriaco di 1 229 abitanti nel distretto di Melk, in Bassa Austria; ha lo status di comune mercato (Marktgemeinde).